# NGC 1334
NGC 1334 في الفهرس العام الجديد، هي مجرة، تقع في كوكبة حامل رأس الغول. اكتشفت في 14 فبراير 1863 بواسطة هاينريش لويس دريست.

## روابط خارجية
- NGC 1334 على موقع ويكي سكاي: DSS2, SDSS, GALEX, IRAS, Hydrogen α, X-Ray, Astrophoto, Sky Map, Articles and images